# تپه مرجان قیطول ۳
تپه مرجان قیطول ۳ مربوط به عصر آهن - دوره اشکانیان - دوره ساسانیان است و در شهرستان گیلانغرب، بخش مرکزی، دهستان حومه، ۸۰۰ متری جنوب روستای مرجان قیطول واقع شده و این اثر در تاریخ ۲۶ اسفند ۱۳۸۷ با شمارهٔ ثبت ۲۵۶۴۱ به‌عنوان یکی از آثار ملی ایران به ثبت رسیده است.